# Años 1090
Los años 1090 o década del 1090 empezó el 1 de enero del 1090 y terminó el 31 de diciembre del 1099.

## Acontecimientos
- Primera Cruzada, 1095-1101.
- Pascual II sucede a Urbano II como papa en el año 1099.
- El Cid conquista Valencia en el año 1094.
- Batalla de Alcoraz

## Personas destacadas
- El Cid, muere en 1099.